# Carphochaete schaffneri
Carphochaete schaffneri là một loài thực vật có hoa trong họ Cúc. Loài này được Greenm. mô tả khoa học đầu tiên năm 1904.